# Giuseppe Luigi Assemani
Giuseppe Luigi Assemani (Joseph Aloysius Assemanus) (* um 1710 in Tripoli (Libanon); † 9. Februar 1782 in Rom) war katholischer Priester, Orientalist und Liturgiker in Rom.
Giuseppe Luigi war ein Neffe des Orientalisten Giuseppe Simone Assemani und entstammt wie seine ganze Familie der maronitischen Kirche. Er war Seminarist am Päpstlichen Maronitischen Kolleg, nach seiner Priesterweihe wirkte er in Rom als Dolmetscher an der päpstlichen Kurie, als Professor für syrische Sprache am Collegium Sapientiae und für Liturgiegeschichte an der Pontificia Academia Theologica. Sein Hauptwerk, der Codex liturgicus ecclesiae universae, wird bis heute, da in Teilen unersetzt, vielfach benutzt. Von den 15 geplanten Bänden wurden nur die Bände I–IV und VIII vollendet.

## Werke (Auswahl)

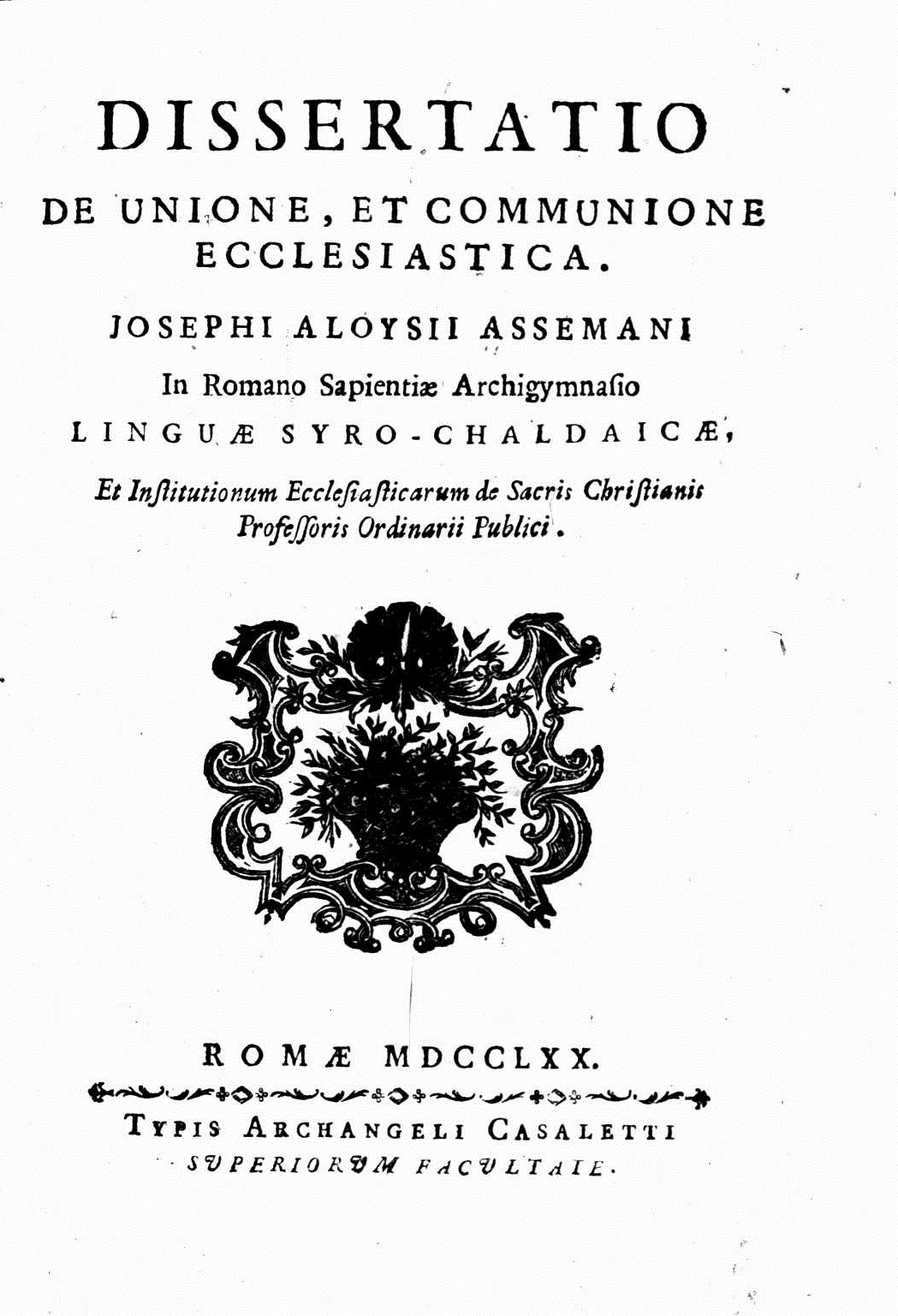
Dissertatio de unione, et communione ecclesiastica, 1770

- Codex liturgicus ecclesiae universae in XV libros distributus in quo continentur libri rituales, missales, pontificales, officia, dypticha, etc., ecclesiarum Occidentis, et Orientis. Romae 1749-1766 (Nachdruck: Gregg, Farnborough 1968/69 in 13 Bd.)

1. (I)  De catechumenis (1749).
2. (II)De baptismo (1749).
3. (III) De confirmatione (1750).
4. (IV, 1) De eucharistia. Missale Romanum Vetus (1751).
5. (IV, 2) Missale Hierosolymitanum (1752).
6. (IV, 3) Sacramentarium Veronese vulgo Leonianum (1754).
7. (IV, 4) Missale Alexandrinum sancti Marci (1754).
8. (VIII, 1) De ordine. Syrorum Maronitarum Ordinationes (1756).
9. (VIII, 2) Syrorum Maronitarum sacrae & majores ordinationes (1758).
10. (VIII, 4) Johannis Morini sacrae Graecorum ordinationes I. (1762)
11. (VIII, 5)Johannis Morini sacrae Graecorum ordinationes II. (1763)
12. (VIII, 6) Syrorum Chaldaeorum, Nestoreanorum et Malabarum ordinationes (1766).

- Commentarius theologico-canonico-criticus de ecclesiis earum reverentia, et asylo atque concordia sacerdotii et imperii. Monaldius, Rom 1766.
- De catholicis seu patriarchis Chaldaeorum et Nestorianorum commentarius historico-chronologicus. Rom 1775 (Nachdr. Gregg International, Farnborough 1969).
- De synodo dioecesana Dissertatio. Rom 1776.

| Personendaten    | Personendaten                                                                     |
| ---------------- | --------------------------------------------------------------------------------- |
| NAME             | Assemani, Giuseppe Luigi                                                          |
| ALTERNATIVNAMEN  | Assemani, Joseph Aloysius                                                         |
| KURZBESCHREIBUNG | italienischer Orientalist, Professor der orientalischen Sprachen und der Liturgik |
| GEBURTSDATUM     | um 1710                                                                           |
| GEBURTSORT       | Tripoli (Libanon)                                                                 |
| STERBEDATUM      | 9. Februar 1782                                                                   |
| STERBEORT        | Rom                                                                               |